# Министър-председател на Република Ирландия
Министър-председателят на Ирландия (на ирландски: Taoiseach na hÉireann, Тишъх) е ръководителят на правителството на страната. Министър-председателят определя политиката на държавата, назначава се от президента на Ирландия по предложение на долната камара на парламента.
Думата „Тишъх“, преведена от ирландски език, означава „вожд“ или „лидер“ и е приета в Конституцията на Ирландия от 1937 г. като заглавие на „ръководител на правителството“ или „министър-председател“. „Тишъх“ е официалното наименование на ръководителя на правителството на Ирландия на английски и ирландски и не се използва за обозначаване на премиерите на други страни. Ирландската форма An Taoiseach понякога се използва на английски, вместо Taoiseach. Извън Ирландия е обичайно да се обозначава тази позиция като министър-председател на Ирландия.
Настоящият министър-председател е Саймън Харис, лидер на партията Фине Гейл. Той встъпва в длъжност на 9 април 2024 г. след оставката на Лео Варадкар и планираната ротация съгласно коалиционното споразумение партиите Фиана Файл, Фине Гейл и Зелената партия на Ирландия. Варадкар заема този пост от декември 2022 г., а Микхол Мартин, заместник министър-председател, заема този пост от юни 2020 до декември 2022 г. съгласно настоящото споразумение. На 8 април 2024 г. Варадкар подава молба до президента на оставката си от поста министър-председател. На 9 април 2024 г. Дойл Ерен (долната камара на парламента) с мнозинство от 88 гласа на депутати срещу 69 одобрява Саймън Харис за министър-председател. Така той става най-младият министър-председател в историята на Ирландия.

## Списък
| #   | Име              | мандат от ...    | ... до           | Партия     |
| --- | ---------------- | ---------------- | ---------------- | ---------- |
| 1.  | Еймън де Валера  | 29 декември 1937 | 18 февруари 1948 | Фиана Файл |
| 2.  | Джон Костело     | 18 февруари 1948 | 13 юни 1951      | Фине Гейл  |
| 3.  | Еймън де Валера  | 13 юни 1951      | 2 юни 1954       | Фиана Файл |
| 4.  | Джон Костело     | 2 юни 1954       | 20 март 1957     | Фине Гейл  |
| (3) | Еймън де Валера  | 20 март 1957     | 23 юни 1959      | Фиана Файл |
| 5.  | Шон Лемас        | 23 юни 1959      | 10 ноември 1966  | Фиана Файл |
| 6.  | Джек Линч        | 10 ноември 1966  | 14 март 1973     | Фиана Файл |
| 7.  | Лиъм Косгрейв    | 14 март 1973     | 5 юли 1977       | Фине Гейл  |
| (6) | Джек Линч        | 5 юли 1977       | 11 декември 1979 | Фиана Файл |
| 8.  | Чарлз Хоги       | 11 декември 1979 | 30 юни 1981      | Фиана Файл |
| 9.  | Гарет Фицджералд | 30 юни 1981      | 9 март 1982      | Фине Гейл  |
| (8) | Чарлз Хоги       | 9 март 1982      | 14 декември 1982 | Фиана Файл |
| (9) | Гарет Фицджералд | 14 декември 1982 | 10 март 1987     | Фине Гейл  |
| (8) | Чарлз Хоги       | 10 март 1987     | 11 февруари 1992 | Фиана Файл |
| 10. | Албърт Рейнълдс  | 11 февруари 1992 | 15 декември 1994 | Фиана Файл |
| 11. | Джон Бъртън      | 15 декември 1994 | 26 юни 1997      | Фине Гейл  |
| 12. | Бърти Ахърн      | 26 юни 1997      | 6 май 2008       | Фиана Файл |
| 13. | Брайън Коуен     | 7 май 2008       | 9 март 2011      | Фиана Файл |
| 14. | Енда Кени        | 9 март 2011      | 14 юни 2017      | Фине Гейл  |
| 15. | Лео Варадкар     | 14 юни 2017      | 27 юни 2020      | Фине Гейл  |
| 16. | Майкъл Мартин    | 27 юни 2020      | 17 декември 2022 | Фине Гейл  |
| 17. | Лео Варадкар     | 17 декември 2022 | 9 април 2024     | Фине Гейл  |
| 18. | Саймън Харис     | 9 април 2024     | настоящ          | Фине Гейл  |